# Господарська справа
Господа́рська (арбітра́жна) спра́ва — правовий спір, що виник із господарських або прирівняних до них корпоративних відносин, і підлягає вирішенню в установленому порядку.
Стосовно процесуального права, господарською справою називають будь-яку справу, що розглядається в господарських (арбітражних, комерційних, торгових) судах загальної юрисдикції в порядку, передбаченому господарсько-процесуальним законодавством.
В діловодстві суду господарською справою називають упорядковану сукупність матеріалів (докази, інші матеріали, надані суду під час судового провадження його учасниками, судові рішення та інші документи і матеріали), що мають значення для конкретного судового провадження.
Особливістю господарських справ є склад їх учасників — це суб'єкти господарювання приватного, або муніципального права, або державні органи, які захищають свої господарські інтереси від імені держави. Вони порушуються тільки за ініціативою зацікавленої сторони.
Сторонами господарської справи є позивач (активна сторона) і відповідач (пасивна сторона). На стороні позивача та відповідача можуть виступати один або декілька самостійних суб'єктів права.
У справах про банкрутство сторонами справи є кредитор і боржник (банкрут).

## Розгляд господарських справ

### Судом
Господарські справи розглядаються в Україні господарськими судами загальної юрисдикції за правилами Господарського процесуального кодексу України в порядку позовного провадження.
Справи про банкрутство розглядаються з урахуванням особливостей, встановлених Законом України «Про відновлення платоспроможності боржника або визнання його банкрутом».
Окремі різновиди господарських справ:
- про стягнення заборгованості;
- про стягнення неустойки (штрафу, пені);
- про визнання договору недійсним;
- про розірвання договору;
- про відшкодування шкоди;
- про банкрутство;
- корпоративні спори;
- про витребування майна з чужого (незаконного) володіння;
- про спонукання до виконання договору;
- переддоговірні спори;
- що виникають з законодавства про інтелектуальну власність;
- що виникають з законодавства про цінні папери;
- що виникають з антимонопольного законодавства;
- земельні спори;
- про захист права власності;
- тощо.

Господарські справи розглядаються, як правило, за місцезнаходженням відповідача або спірного майна.

### Іншими органами
Окремі господарські справи, залежно від приписів чинного законодавства, можуть розглядатися третейськими судами, іноземними судами, міжнародними судовими і арбітражними установами тощо.